# Hip-hop francès
El hip-hop francès o rap francès és l'estil de hip-hop desenvolupat a França i als països de parla francesa. Molts dels artistes de hip-hop francès provenen de les àrees urbanes pobres (conegudes amb el nom de banlieues) dels afores de les grans ciutats franceses, com per exemple: París, Marsella, Lió, Nantes o Tolosa de Llenguadoc. De fet, bona part de la temàtica de les cançons de hip-hop francès es basa en la vida en aquests barris i en la segregació social i cultural que en provoca la seva existència. A França, el hip-hop està influït directament per l'estatus social i polític dels grups minoritaris que viuen al país. L'escena hip-hop a França és, amb diferència, la més activa d'Europa i representa la segona indústria d'aquest gènere musical a escala mundial, només superada per la dels Estats Units d'Amèrica. Tot i que, des de l'inici, ha estat inspirat pel rap de l'altra cantó de l'Atlàntic, el rap francès ha anat desenvolupant gradualment la seva pròpia personalitat, oscil·lant entre les reivindicacions sociopolítiques, els missatges festius i positius i la temptació dels mercats comercials.

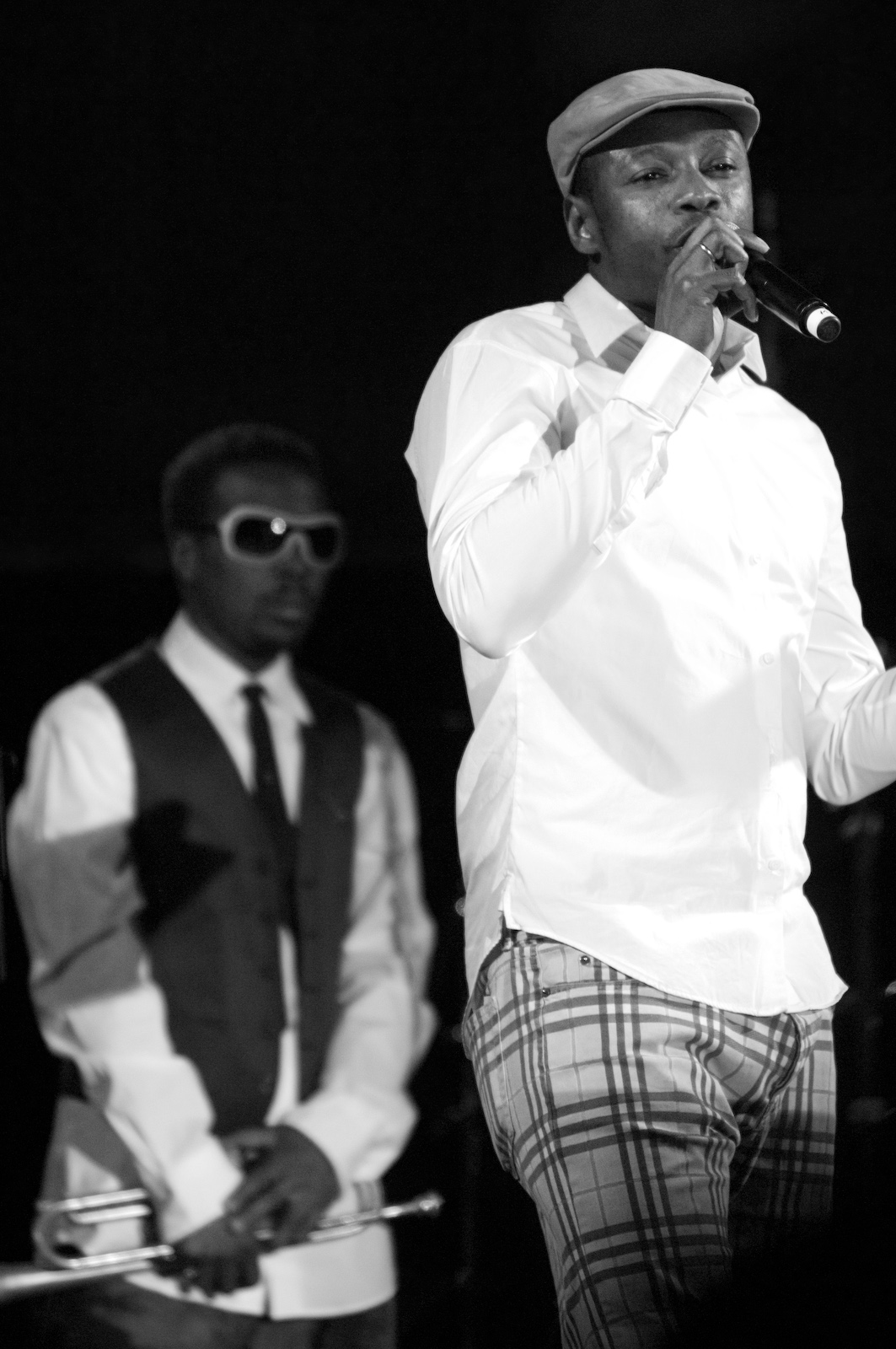
MC Solaar, una icona del hip-hop a França i un dels principals precursors del gènere en aquell país.

## Història

### Orígens (finals dels anys 70 / mitjans dels 90)
El hip-hop apareix per primer cop a França el 1979, quan es publica «Rapper's Delight» dels nord-americans Sugarhill Gang, primera peça de rap de renom mundial, publicada el mes de setembre. En aquell moment, el hip-hop començava a tenir un cert èxit als Estats Units. Al principi van ser els artistes de rap nord-americans els qui van dominar l'escena del hip-hop a França. De fet, avui en dia el rap francès (i el rap d'arreu, de fet) en segueix estant fortament influenciat. No obstant això, així com als Estats Units el rap era, sobretot, una pràctica urbana que es va estendre posteriorment als mitjans de comunicació, a França el procés es va produir a la inversa: segons el sociòleg Sébastien Barrio, el rap "es va infiltrar primer als mitjans de comunicació i, després, es va estendre al carrer i als barris desafavorits"
La seva popularitat es deu a la presència d'una gran comunitat africana i caribenya a França. El desenvolupament del hip-hop en aquest país està directament vinculat a les relacions postcolonials entre França i les seves antigues colònies a l'Àfrica i el Carib.
A principis dels anys 80 apareixen les primeres emissores de ràdio dedicades exclusivament al hip-hop. La difusió mediàtica del rap a França es va iniciar a Radio Nova, emissora pirata fundada el 1981 i especialitzada en nous sons i música experimental. Radio Nova dedicà tot un programa de ràdio al rap, organitzat per qui més tard seria reconegut com un dels padrins del rap francès, Dee Nasty. El 1982, els programes dedicats al rap es van multiplicar, i el 1984, el principal canal de televisió del país, TF1, en va emetre un anomenat H.I.P. H.O.P., sobre aquesta nova cultura musical. El primer gran èxit comercial arribà l'any 1990 de la mà del belga Benny B i la seva cançó «Vous êtes fou». Aquesta peça significa la primera incursió del gènere dins el paisatge musical francòfon.
La primera gran estrella del rap francès, però, va ser MC Solaar, el primer MC (cantant de rap) francès a guanyar un disc d'or. El seu àlbum Qui sème le vent récolte le tempo, de l'any 1991, va tenir un enorme èxit entre la crítica i el públic, amb vendes que van superar les 400.000 còpies. Fins i tot, alguns no van dubtar a parlar de la influència d'artistes respectats com Serge Gainsbourg. A partir d'aleshores, el rap comença a vendre i a fer-se més ballable, amb bandes com Alliance Ethnik i Ménélik. Els textos rebaixen sensiblement el to social i el hip-hop esdevé més acceptable per al gran públic.
En aquell moment, dos grans corrents van sorgir dins l'escena del hip-hop francès. Per una banda, artistes com el mateix Solaar i d'altres com Dee Nasty o Lionel D defensaven un estil optimista i suau en les composicions, mentre que noves bandes com els mítics NTM o Assassin assumien una estètica i uns discursos més agressius. Moltes d'aquestes bandes es van col·locar al centre de la polèmica a causa del contingut de les seves lletres, que glorificaven, entre altres delictes, l'assassinat de policies, en la línia del gangsta rap americà. Alguns exemples són les cançons «Sacrifice de Poulet» de Ministère AMER's; «Police» d'NTM; o «Le Crime Paie» de Lunatic.
Tot i això, l'eclosió del rap francès es produeix gràcies a la publicació de diversos recopilatoris, entre ells Rapattitude, del segell discogràfic (Labelle Noir/Virgin), que conté tota la primera generació de rapers francesos i del que se n'arribaran a vendre 100.000 còpies.
L'any 1992, el col·lectiu La Cliqua va aconseguir reunir una quarantena d'artistes de totes les disciplines del hip-hop. L'èxit de les cançons «Peuples du monde» de Tonton David i «Bouge de là» de Mc Solaar marquen una nova etapa dins la popularització del rap, que serà consagrada amb «Je danse le Mia» d'IAM -publicada el 1994 i que esdevindrà el segon senzill més venut d'aquell any- i «La fièvre» d'NTM. Aquestes peces festives van permetre als seus autors guanyar notorietat a nivell nacional.
A mitjans dels anys 90, gràcies a l'èxit rotund dels rapers provocadors i reivindicatius provinents de les banlieues, es va obrir un debat a nivell estatal sobre les condicions de vida en aquells barris, en el qual els mitjans de comunicació no van aportar malhauradament cap solució i on els arguments entre les banlieues -representades pels rapers- i la classe política es van convertir en un diàleg de sords.
El moviment del hip-hop estava fortament arrelat en l'entorn social, i el rap va ser la primera expressió musical que s'hi va originar. El seu èxit va provocar un veritable fenomen social: la joventut dels suburbis va descobrir el plaer de jugar amb el llenguatge per manipular les paraules, els sons i els sentits. El rap es va convertir en una porta cap a l'èxit i la fama.

### Finals dels 90 (mediatització i Edat d'Or)
Durant la dècada dels 90, el hip-hop es va convertir en un dels gèneres musicals més importants a França, esdevenint tot un fenomen de vendes i assolint una enorme popularitat. La mediatització del rap continua en aquesta dècada a través del programa de televisió Rapline del canal M6, creat el 1990 i presentat pel popular periodista i presentador Olivier Cachin, que aborda l'actualitat del rap nord-americà i francès. Aquest programa serà el responsable del sorgiment de nombrosos artistes i es mantindrà en antena fins al 1995. Al mateix temps, comencen a aparèixer revistes i fanzines especialitzats en hip-hop, com L'Affiche, Radikal o RER.
La profusió d'artistes i d'àlbums -l'universitari Karim Hammou enumera no menys de 450 àlbums de rap interpretats en francès i distribuïts en territori francès entre el 1990 i el 2004- reflecteix no només la diversitat del rap en francès, sinó també la varietat d'artistes del gènere en les seves respectives creacions.
El hip-hop es desenvolupa plenament en el món de la ràdio a partir del 1996, a través de l'emissora Skyrock que, més endavant, decideix convertir el gènere en la seva especialitat adoptant el lema Premier sur le rap (Primer en el rap), l'any 1999. A partir d'aquell moment, l'emissora es converteix en la principal cadena nacional dedicada al hip-hop. D'altres, com l'emissora local parisenca Ado o Géneration FM, adopten també el 1996 un format hip-hop i r'n'b.

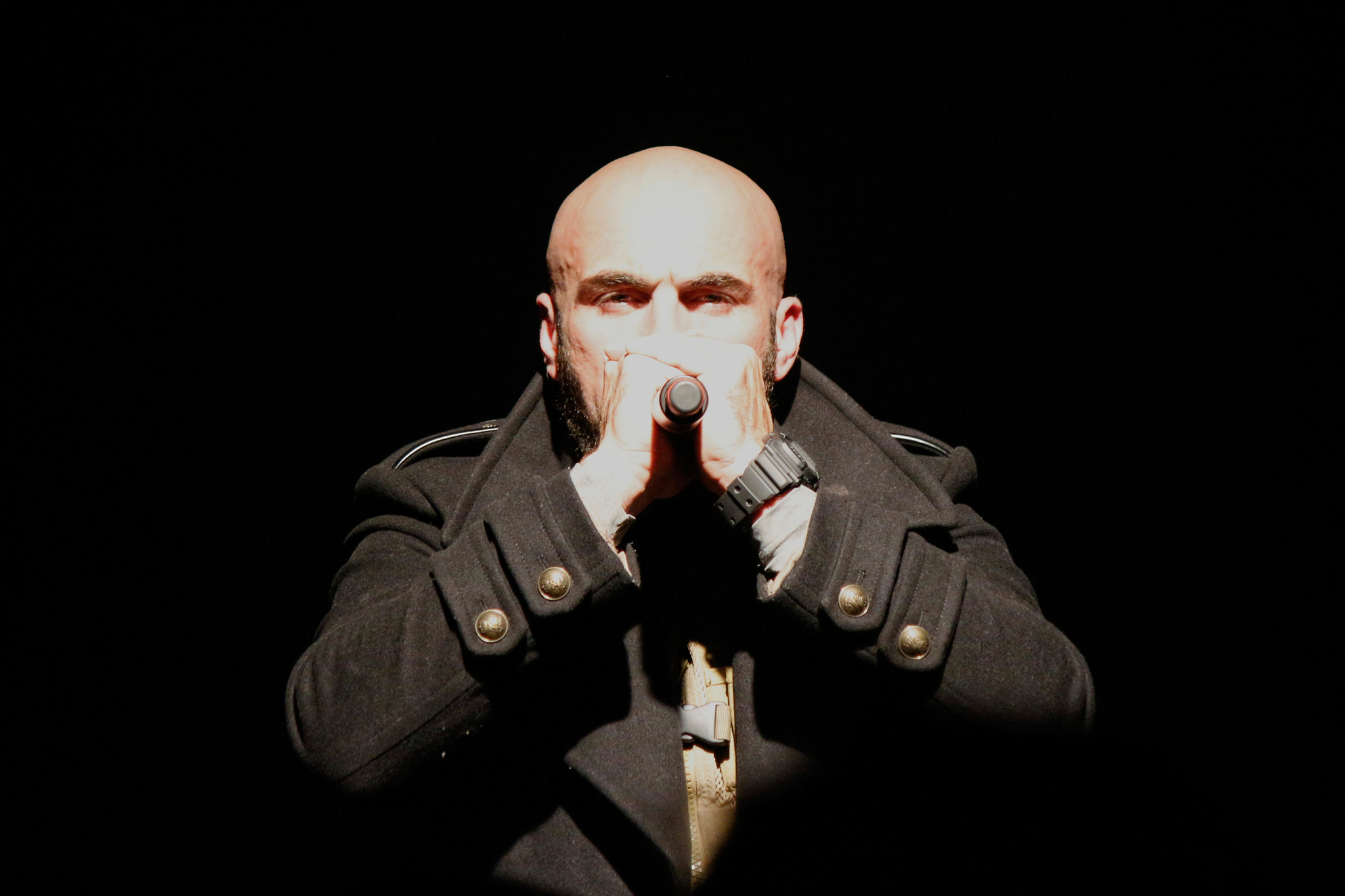
Médine, raper originari de la ciutat de Le Havre

El 1997, de l'àlbum L'École du micro d'argent, dels marsellesos IAM se'n van vendre més d'1 milió de còpies. Tant aquest àlbum com el Suprème NTM dels parisencs NTM, del qual se'n van vendre més de 700.000, són considerats com dues de les obres cabdals del rap francès.
El 1998, la proporció nacional del mercat de música en francès es va reduir del 48% al 44%. Per aquest motiu, el Ministeri de Cultura de França va decidir donar un impuls al rap francòfon a partir de la dècada del 2000, insistint en el fet que les emissores de ràdio havien d'emetre un mínim d'un 40% de la música en francès. Això provocà que el hip-hop representés fins a una quarta part del Top 100 de la ràdio francesa, aconseguint vendre centenars de milers de CD.

### Dècada del 2000 (nova onada i crisi)
L'arribada d'un important mercat de rap a França a finals de la dècada dels noranta provoca l'aparició de nous artistes que representaran el gènere durant la dècada següent. Alguns d'ells són Psy4 de la Rime, Sniper, Youssoupha, Kery James, Sexion d'Assaut, Disiz, Sefyu, Sinik i Diam's. L'estètica del rap francès als anys 2000 evoluciona, l'ús de l'scratch desapareix progressivament, els ritmes es tornen més lents i les bases instrumentals adopten cada vegada més sons procedents de la música electrònica. Sota l'impuls d'alguns dels principals artistes, com Booba, Rohff i La Fouine, l'estil dirty south procedent dels Estats Units comença a imposar el seu imaginari gangsta.
Paral·lelament, durant aquest deseni es desenvolupa una escena anomenada "rap de carrer", caracteritzada per unes bases instrumentals minimalistes (en la línea del rap hardcore) i on els textos reflecteixen la quotidianitat de la vida al gueto, la violència i l'economia submergida. Alguns artistes com LIM, Alibi Montana o Ghetto Faboulous Gang, participen d'aquesta tendència.

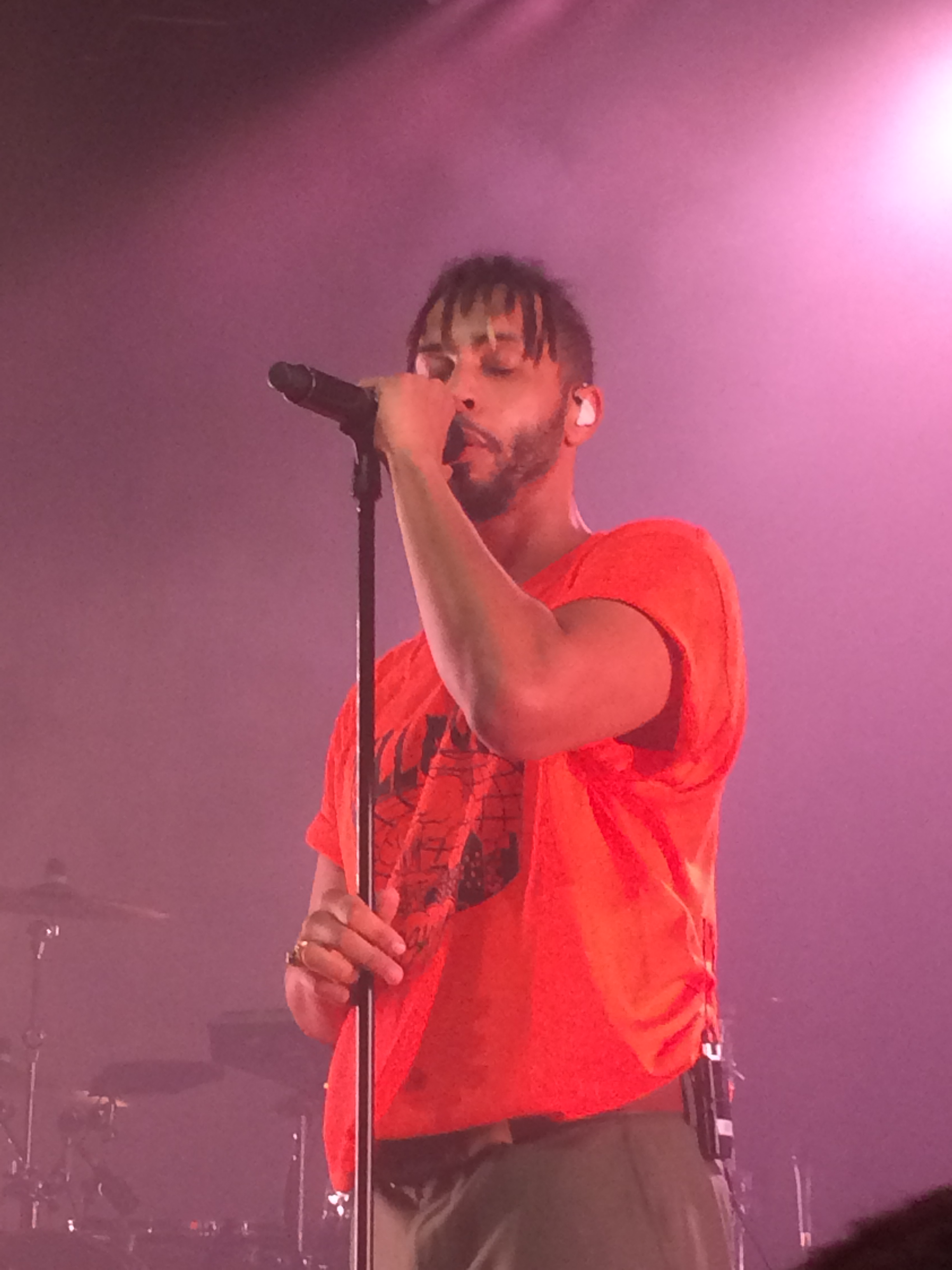
Disiz (2019)

Seguint una evolució similar a la dels Estats Units, a partir d'aquesta dècada i a causa del fort creixement que havia experimentat el gènere en el deseni anterior, es produeix una divisió dels artistes de hip-hop entorn de dos grans grups: el dels MCs o bandes "puristes", que representen l'essència clàssica del hip-hop, amb melodies hardcore (encara que no necessàriament) i lletres que toquen majoritàriament temes socials, com per exemple Ärsenik, Keny Arkana, Oxmo Puccino, Sniper, Psy4 de la Rime, Fonky Family o Médine; i el dels rapers que s'allunyen d'aquest corrent principal per abraçar melodies més comercials i amb lletres que es distancien de la problemàtica social per acostar-se a temes molt més frívols com l'apologia del diner fàcil, el masclisme o el tràfic d'armes, com per exemple Booba, Rohff o La Fouine.
Aquesta etapa és vista per molts seguidors del hip-hop com la de la decadència del rap a França, en la qual l'individualisme i el materialisme prenen una especial rellevància fent un ús sistemàtic de l'ego-trip, en detriment del missatge social i polític que va caracteritzar la dècada anterior. Aquestes crítiques van dirigides tant als mitjans especialitzats com als generalistes, que són acusats de comercialitzar una imatge caricaturitzada del rap. També es critica la cada vegada major influència del gangsta rap i les seves temàtiques, que glorifiquen la violència i el tràfic il·legal, contribuint a la guetització del hip-hop francès i excluint-lo dels mitjans generalistes per ser considerat nociu.
Aquest període de tensió -agreujat per la crisi del sector discogràfic- està marcat per una certa rivalitat interna entre els artistes, així com per una cada vegada més intensa fragmentació del rap en diferents estils. Es posen de moda els "xocs" en les cançons (el fet de ridiculitzar o ofendre un altre MC mitjançant frases ingenioses) entre els rapers, i el rap comercial és cada cop més vilipendiat pels artistes independents.
També neix una confrontació entre el "rap de carrer" i el rap gangsta, inspirat en el gangsta rap americà. El primer retreu al segon la seva poca autenticitat i la seva submissió al rap nord-americà; i aquest li respon que la influència americana és lògica tenint en compte que els orígens del rap provenen dels Estats Units, i critica el "rap de carrer" per la seva baixa qualitat i el qualifica de mediocre.
El període 2000-2010 està marcat per un distanciament respecte del rap nord-americà per part de nombrosos artistes, tant per la imatge que transmet com per la política exterior dels Estats Units -en aquell temps presidits per George W. Bush-, personatge particularment impopular als suburbis francesos. Les referències a l'islam són també cada vegada més presents en alguns rapers, com Médine o Ali.
També a partir d'aquesta dècada (i gràcies en bona part al boom experimentat en la dècada anterior) és quan els artistes de hip-hop francès comencen a tenir renom a escala internacional. Així, nous artistes com Sinik o Diam's comencen a tenir un èxit significatiu aportant, alhora, nous sons i formes líriques.

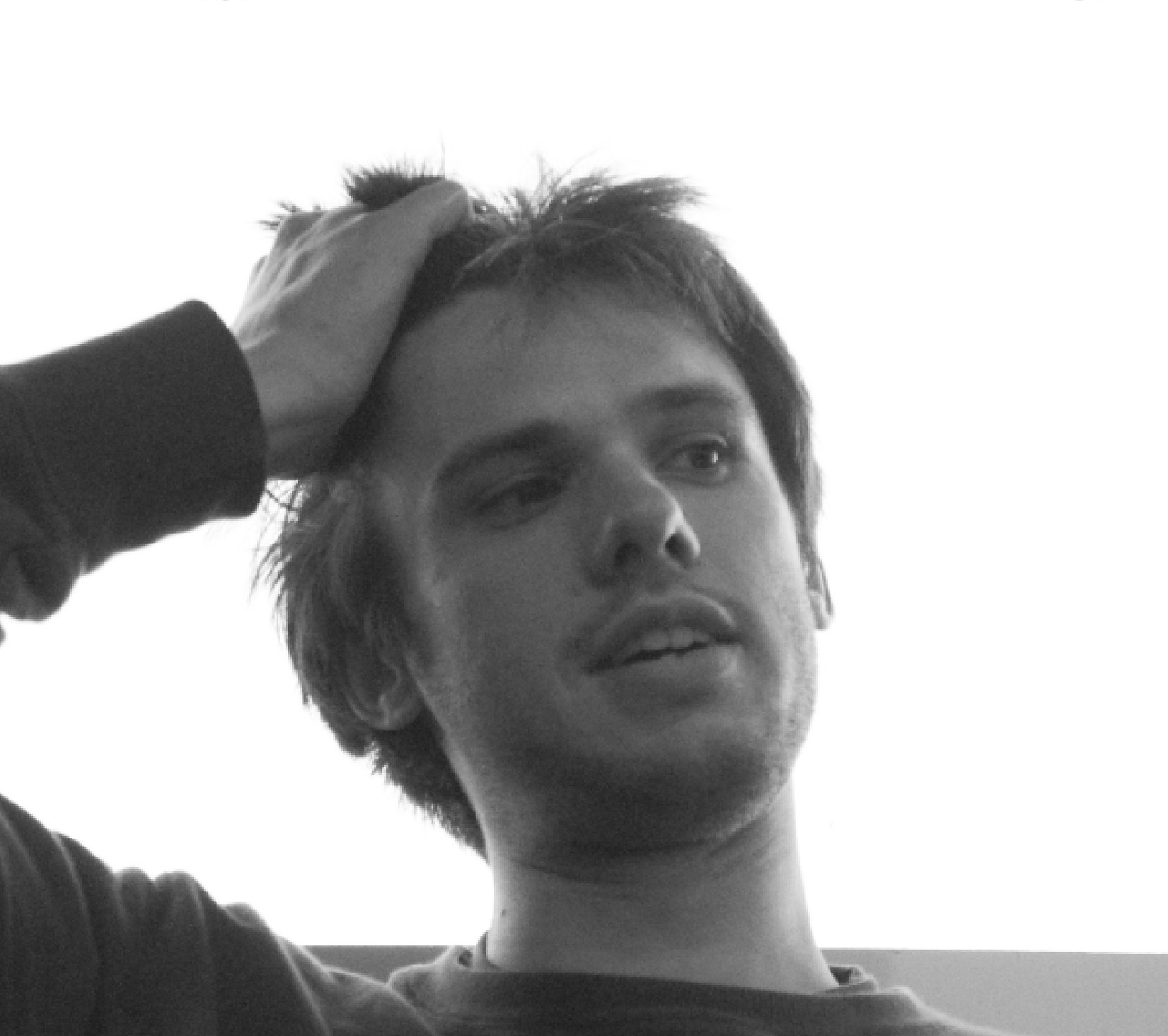
Orelsan, un dels màxims representants de la nova onada del hip-hop francès del segle XXI.

### Dècada del 2010: renaixement, diversificació i noves tendències
A finals de la dècada del 2000 i principis de la del 2010, el rap francès segueix evolucionant i diversificant-se, convertit ja en un dels gèneres musicals més populars i consolidats de França però molt allunyat, en general, dels seus orígens alternatius i reivindicatius. Apareixen nous artistes que s'enmarquen dins de tots els estils del hip-hop, però són els que s'ubiquen dins l'egotrip i el rap gangsta els que obtenen més èxit i popularitat en el gran públic, com Booba, Kaaris, La Fouine o PNL.
Tot i això, l'aparició de nombroses bandes i MCs que no s'inclouen en cap d'aquests dos estils pel que fa als textos, sinó que opten per temàtiques que combinen la crítica social, els missatges festius i les experiències vitals, i que, a més, han intentat buscar nous sons i una certa evolució musical, permet parlar d'un renaixement del rap francès gràcies, en part, a l'ús massiu d'internet, a l'enorme desenvolupament de les xarxes socials -que ha permès a aquests artistes donar-se a conèixer per tot el país- i a la definitiva consolidació del hip-hop als mitjans de comunicació. És el cas d'Orelsan, Sexion d'Assaut, Fababy, Lacrim, Mac Tyer, Canardo, Sultan, Mister You, o Demi-Portion, entre molts d'altres.
Aquesta és la dècada de l'aparició de noves tendències dins del hip-hop. El fort impacte del Trap, de l'anomenat Cloud rap i, fins i tot, dels sons llatins han influenciat enormement les noves generacions d'aficionats al gènere no només a França, sinó a tot el món, generant un ampli debat entre els que consideren que el rap actual ja no té res a veure -ni en la forma ni en el contingut- amb els seus orígens, i els que reivindiquen la constant evolució per obrir-se a nous mercats i adaptar-se als gustos canviants de la societat. L'èxit massiu del hip-hop a França ha comportat coses bones i dolentes: per una banda, la constant evolució del gènere i l'ús de les xarxes socials han fet que el rap arribés a un públic que vint anys enrere estava molt allunyat d'aquest gènere, provocant, entre altres coses, un enorme creixement de la indústria i un cada cop més protagonisme del rap fet a la província, trencant així amb l'eterna dicotomia París/Marsella. Avui en dia, és molt estrany que en les principals llistes d'èxits musicals del país no hi hagi, com a mínim, tres o quatre artistes de hip-hop. Per una altra, tot i que una bona part de les noves generacions segueixen reivindicant els orígens vertaders de la cultura hip-hop -és el cas d'artistes com Demi-Portion, Jazzy Bazz o Bigflo & Oli-, la indústria ja és plenament dins del món comercial, amb tot el que això comporta: entrada d'alguns dels principals artistes en la premsa groga com a conseqüència d'haver-se convertit en grans estrelles, pèrdua de la originalitat (tant a nivell textual com musical) i competència cada cop més agressiva pel que fa a les vendes.
Sigui com sigui, és innegable que les noves tendències del rap ja no posen l'èmfasi en el missatge que transmeten ni en la qualitat de les produccions, sinó que prioritzen la imatge i l'èxit per sobre de tot, allunyant-se cada cop més dels valors i l'estètica original del hip-hop. També és cert, a més a més, que molts dels artistes veterans de l'escena han anat evolucionant, musicalment parlant, cap a aquests nous sons (és el cas de Kery James o de Médine), però sense oblidar en cap cas les seves lletres compromeses.
Per tant, podem configurar, de nou, dos blocs pel que fa al rap del segle XXI: el d'aquells que reivindiquen els orígens i intenten allunyar-se el màxim possible de la excessiva mediatització, com podrien ser Demi-Portion, Lacrim, Orelsan, Jazzy Bazz, Ol Kainry, Nemir o Bigflo & Oli, entre molts d'altres; i els qui representen amb més exactitud el "circ" en què s'ha convertit el hip-hop francès mediàtic actualment, com poden ser PNL, SCH, Jul o Damso, a més de Booba i La Fouine que, tot i ser dos veterans de l'escena, han contribuït de manera decisiva -mitjançant la mediatització de la seva mala relació i abraçant els nou sons- a convertir el hip-hop a França en el que és avui en dia.

## Temàtica
Pel que fa a les lletres, el hip-hop francès gira al voltant de moltes temàtiques, com poden ser l'oposició a l'ordre social, l'humor, la violència o la identitat ètnica i cultural, entre d'altres. Mentre que en els seus inicis, el hip-hop francès va ser vist com una còpia del hip-hop nord-americà en termes d'atractiu estètic, els rapers francesos posteriors van anar creant la seva pròpia personalitat i afegint la seva pròpia identitat social i cultural.
El hip-hop francès pot ser dividit en dues grans categories o subgèneres: el hip-hop del nord, centrat al voltant de les grans ciutats (principalment París i els seus suburbis), i el hip-hop del sud, també concentrat al voltant dels nuclis urbans més grans, sobretot a Marsella. Els diferents climes socials i tarannàs d'ambdues regions fan que els dos subgèneres es diferenciïn clarament l'un de l'altre. Les lletres del sud tendeixen a ser més socialment conscients, amb un contingut enfocat fonamentalment en la lluita contra la discriminació i la injustícia; els rapers del sud de França són coneguts per parlar de la "crua realitat" de la vida en aquell país. Al nord, en canvi, el hip-hop tendeix a ser menys "compromès", i es tracten habitualment temes com el tràfic de drogues, les guerres entre bandes rivals, la vida al ghetto o els enfrontaments amb la policia. Òbviament, aquesta divisió no és categòrica i podem trobar diferents tipus de temàtiques en qualsevol zona.

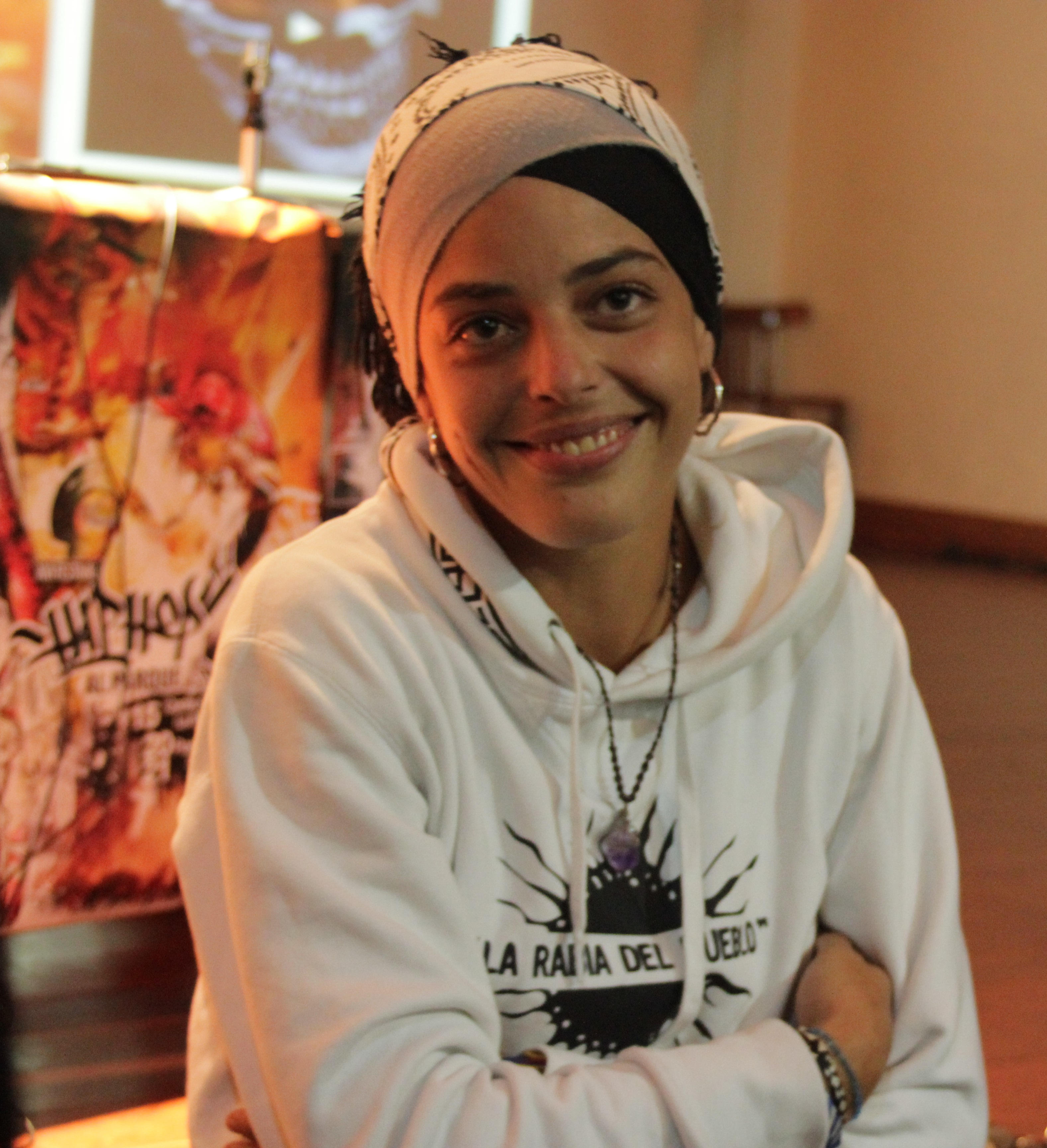
Keny Arkana, rapera establerta a Marsella i un dels exponents més clars del rap compromès socialment.

El hip-hop francès també ha inclòs temes polítics en les seves lletres. "El hip-hop a França deu el seu èxit a una forta demanda social. Històricament, França ha adoptat un seguit de polítiques contra les famílies immigrants. Per exemple, un polèmic debat es lliura actualment en l'àmbit polític sobre si a les dones musulmanes se'ls ha de permetre dur mocadors al cap o no. La política interna durant el període transcorregut des de la descolonització ha portat a un desenvolupament de les desigualtats." La majoria de protestes i demandes polítiques provenen de les generacions més joves. El hip-hop segueix sent un lloc on la gent jove pot expressar les seves necessitats i idees polítiques lliurement.
La llavor de la "protesta" en el hip-hop francès pot remuntar-se directament al boom econòmic posterior a la Segona Guerra Mundial. França requeria mà d'obra per sostenir les seves indústries de recent auge i la solució del govern va ser la immigració massiva provinent de les regions de l'antic imperi colonial per omplir els buits causats per l'escassetat de personal. Ja el 1945, es va crear l'Oficina Nacional d'Immigració per supervisar l'arribada de nous treballadors. Als africans nouvinguts no se'ls va donar les mateixes oportunitats laborals que als seus homòlegs del Carib francès perquè no eren ciutadans i, sovint, acabaven treballant com a funcionaris i empleats de baixa categoria, i residint en complexos d'habitatges en mal estat. Gran part del rebuig als desequilibris socials i econòmics als quals fa referència el rap francès en les seves lletres tenen el seu origen en aquesta situació històricament desigual.
Amb els anys, però, les lletres en el hip-hop francès han anat perdent progressivament el to reivindicatiu que el caracteritzava en els seus inicis i, a mesura que el moviment s'ha anat comercialitzant, han agafat un caire cada cop més frívol i banal.

## Relacions amb l'Àfrica i el Carib
El hip-hop va néixer a l'interior de les comunitats urbanes afroamericanes i hispanes de les ciutats nord-americanes a finals de la dècada de 1970 i es va exportar primer a Anglaterra, ja que era el primer mercat natural per als productes musicals dels Estats Units. El cèlebre discjòquei Afrika Bambaataa va ser el principal responsable de l'expansió d'aquest moviment a la resta del món durant la dècada de 1980 i, quan va arribar a França, es va veure aclaparat per la gran importància que tenia la cultura africana provinent de l'Àfrica i el Carib.
Molts artistes de hip-hop francès tenen forts vincles amb l'Àfrica, encara que no sempre ho han expressat obertament. Els rapers de les dècades de 1980 i 1990 necessitaven fer referència als seus llaços amb l'Àfrica d'una manera subtil per diverses raons. En primer lloc, lloar explícitament l'Àfrica hauria estat ofensiu per a molts immigrants que van fugir d'Algèria i d'altres zones del nord d'Àfrica a causa de la difícil situació econòmica a la qual s'enfrontaven en aquells països i, probablement, molts rapers tenien pares que ho havien fet. Per altra banda, exaltar l'afrocentrisme hauria donat arguments a l'extrema dreta anti-àrab francesa per demanar el retorn dels immigrants als seus països d'origen. I, finalment, el creixent islamisme conservador al nord d'Àfrica hauria impedit als artistes poder imitar el seu comportament en la seva terra natal.
El progrés del rap a França s'associa amb les relacions postcolonials d'aquest país amb les seves antigues colònies a l'Àfrica i al Carib. Per tant, la definició de l'Àfrica d'acord amb les idees franceses i la naturalesa del racisme en la societat francesa són aspectes fonamentals per entendre la raó per la qual el hip-hop és tan popular a França. Els rapers són, majoritàriament, d'origen africà i, per fer front a la qüestió de la seva invisibilitat en la societat francesa, redefineixen la seva identitat i desafien els conceptes francesos d'"origen ètnic" i "ciutadania".
Alguns artistes de hip-hop francès d'origen africà han utilitzat la seva música per denunciar les conseqüències que causa la pobresa als països africans. Tot i això, els temes relacionats amb l'íntima connexió entre França i els diversos països africans no acostumen a tenir massa promoció a les emissores de ràdio tradicionals.
Una de les bandes més populars de hip-hop a França, els marsellesos IAM, incorpora molts temes relacionats amb l'Àfrica en la seva música. La seva cançó «Tam-tam de l'Afrique», de l'any 1991, va ser un dels primers èxits del rap francès que tractava explícitament el tema de l'esclavitud, així com "el saqueig de l'Àfrica, el segrest dels seus habitants, la travessia de l'Atlàntic i el sistema de plantacions a les Amèriques". Per a la composició de la cançó, la banda va utilitzar un sample (mot anglosaxó per a definir la petita part d'una cançó ja registrada i que s'utilitza per a la creació d'una nova peça musical) de la tonada «Past Time Paradise» de Stevie Wonder que, precisament, aborda les relacions racials i l'esclavitud. Molts altres artistes de hip-hop francès van començar a expressar-se de forma similar a través de la seva música, col·laborant conjuntament més endavant per celebrar el 150è aniversari de l'abolició de l'esclavitud a França, el 1998. El 22 de maig d'aquell mateix any, i també per commemorar la fi de l'esclavatge a Martinica -departament d'ultramar francès al Carib-, l'Teatre Olympia de París va organitzar un concert que va comptar amb les actuacions de rapers d'ascendència africana, com Doc Gyneco, Stomy Bugsy, Ärsenik i Hamed Daye".
IAM també incorporen imatges associades amb l'antic Egipte. De fet, el nom artístic de cadascun dels membres del grup fa referència a aquesta fase de la història.

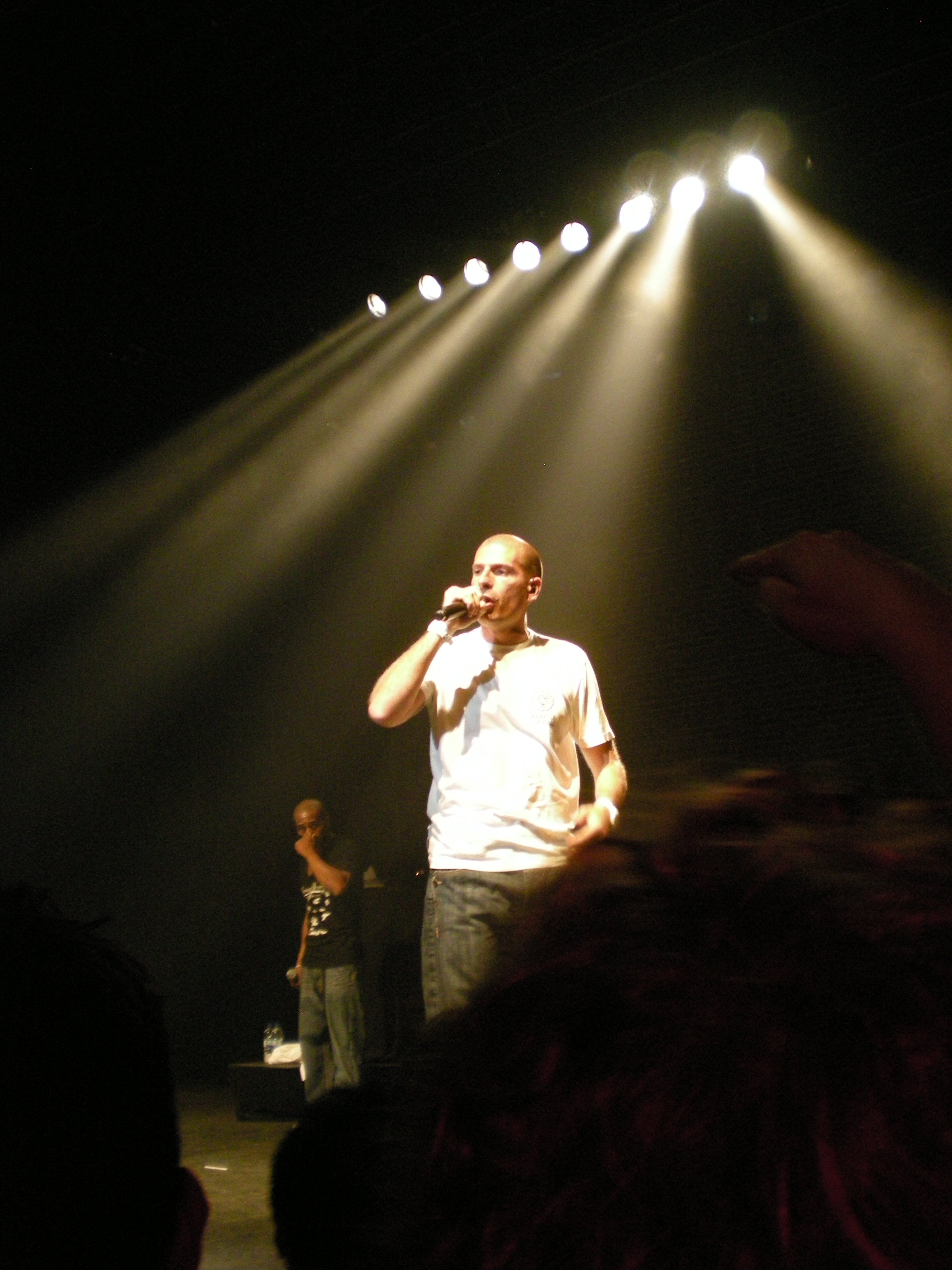
IAM, banda llegendària de rap francès, en una actuació a Montréal (Canadà) el 2008.

De la mateixa manera que ho fa gran part de la comunitat hip-hop dels Estats Units, molts artistes de hip-hop francès utilitzen la seva música per fer front a qüestions socials urgents. Els autors del llibre Arab Noise and Ramadan Nights: Rai, Rap, and Franco-Maghrebi Identity (Soroll àrab i Nits de Ramadà: Raï, Rap i identitat franco-magrebina) expliquen que els rapers francesos rapejen sobre "la història de l'esclavatge, els orígens de la humanitat a l'Àfrica, la destrucció europea de les civilitzacions africanes i la lluita per la independència liderada pel Front Nacional d'Alliberament d'Algèria."
Les influències de la música africana en el rap francès s'estenen també a la utilització d'instruments africans com la kora, el balafó, l'n'goni, la darbuka, el djembé, el gwo ka o el bèlè. Aquesta fusió de diversitat cultural i instrumental procedent de l'Àfrica i del Carib és el que distingeix el rap francès de la resta. El hip-hop representa, sobretot, a aquesta minoria dins de França que té els seus propis orígens i connexió a l'Àfrica.
Val a dir que, a França, tot i l'existència de ghettos, el jovent immigrant o descendent d'immigrants no està segregat per condicions radicals com als Estats Units, i tampoc està organitzat políticament com al Regne Unit. Malgrat les diferències socials evidents, la joventut dels suburbis no està tan dividida ètnicament com pot estar-ho en altres països.

## Llenguatge
Tot i que a França, el hip-hop s'ha vist fòrtament influenciat per la cultura hip-hop nord-americana, les lletres es mantenen pràcticament sempre en francès. A banda de l'anglès, el hip-hop francès compta amb altres influències lingüístiques basades en tradicions orals, com el griot africà, el talk over jamaicà o la música Blues. Les lletres solen mostrar jocs de paraules i combinacions fonètiques suggerents. Molts artistes utilitzen sovint recursos com l'onomatopeia o figures retòriques com l'al·literació. També és molt comú dotar les lletres d'un doble sentit.
En alguns casos, molts artistes usen el dialecte Verlan, que consisteix a modificar l'ordre de les síl·labes d'una paraula. En moltes cançons de rap francès, el Verlan s'utilitza per retorçar les paraules, invertint-les i combinant-les. Això provoca que moltes vegades es faci difícil, fins i tot pels oients de parla francesa, entendre què està dient l'Mc. També s'inclouen sovint diferents idiomes, com l'àrab, l'anglès i el francès en una mateixa cançó. El propòsit de les lletres, al marge de l'idioma, és "popularitzar i ventilar l'enuig i la frustració de moltes persones desfavorides i, de vegades, maltractades, i defensar la causa dels sectors més pobres i menys socialment integrats de la societat francesa".
El hip-hop francès destaca per "la seva manera de fluir, els seus tons expressius del llenguatge que li atorguen una identitat clara dins el món del rap".
Es diu que un dels aspectes més interessants del rap francès és la idea que "la poesia i la filosofia són molt apreciades a França, i que encara són més apreciades si s'expressen en francès" És de sobres conegut que els francesos estimen les lletres, i estan compromesos amb la seva llengua com poques nacions de la resta d'Europa.

## Influència del hip-hop nord-americà
A França, així com en tants altres països, el hip-hop està fortament influenciat pel hip-hop nord-americà. El periodista David Brooks escrivia: "La vida del ghetto, almenys segons el que apareix als video-clips de rap, defineix als joves, pobres i descontents el que significa estar oprimit. La resistència gangsta és la forma de rebel·lió més convincent envers aquesta opressió". Brooks argumenta que la imatge del gànster del hip-hop nord-americà apel·la majoritàriament a les minories immigrants, joves i empobrides de França, com un mitjà d'oposició al racisme i a l'opressió que experimenten. Jody Rosen, en canvi, critica aquest argument i afirma que Brooks només se centra en unes poques mostres antigues de gangsta rap francès, les quals contenen lletres violentes i misògines, i obvia l'abast més ampli del hip-hop francès, fent referència a la "increïble habilitat, estil i enginy dels rapers"
El hip-hop francès, però, ha estat sovint criticat per imitar l'estil del hip-hop nord-americà. MC Solaar hi està d'acord i afirma, amb sarcasme, que "El rap francès és pràcticament una sucursal dels EUA... ho copiem tot, no? Ni tan sols fem un pas enrere"
Molts aspectes de la cultura hip-hop nord-americana han deixat una forta empremta en la cultura hip-hop francesa, com per exemple la moda, la roba, els videos musicals, les joies o les melodies. La cultura hip-hop va ser importada dels Estats Units, amb especial influència del rap de Nova York i de la costa est nord-americana.

## Els diferents estils i variants del rap francès
Si bé és freqüent que, al llarg de la seva carrera, els artistes evolucionin d'un estil a un altre (generalment cap a propostes més suaus), o que barregin diferents estils en un mateix àlbum revelant una certa riquesa i heterogeneïtat, a partir de la dècada de 1990 podem distingir algunes "constants" dins del rap francès. No obstant això, no podem reduir un artista a aquestes constants, ja que molts d'ells han ignorat aquests patrons i han tractat d'explorar el seu propi camí.

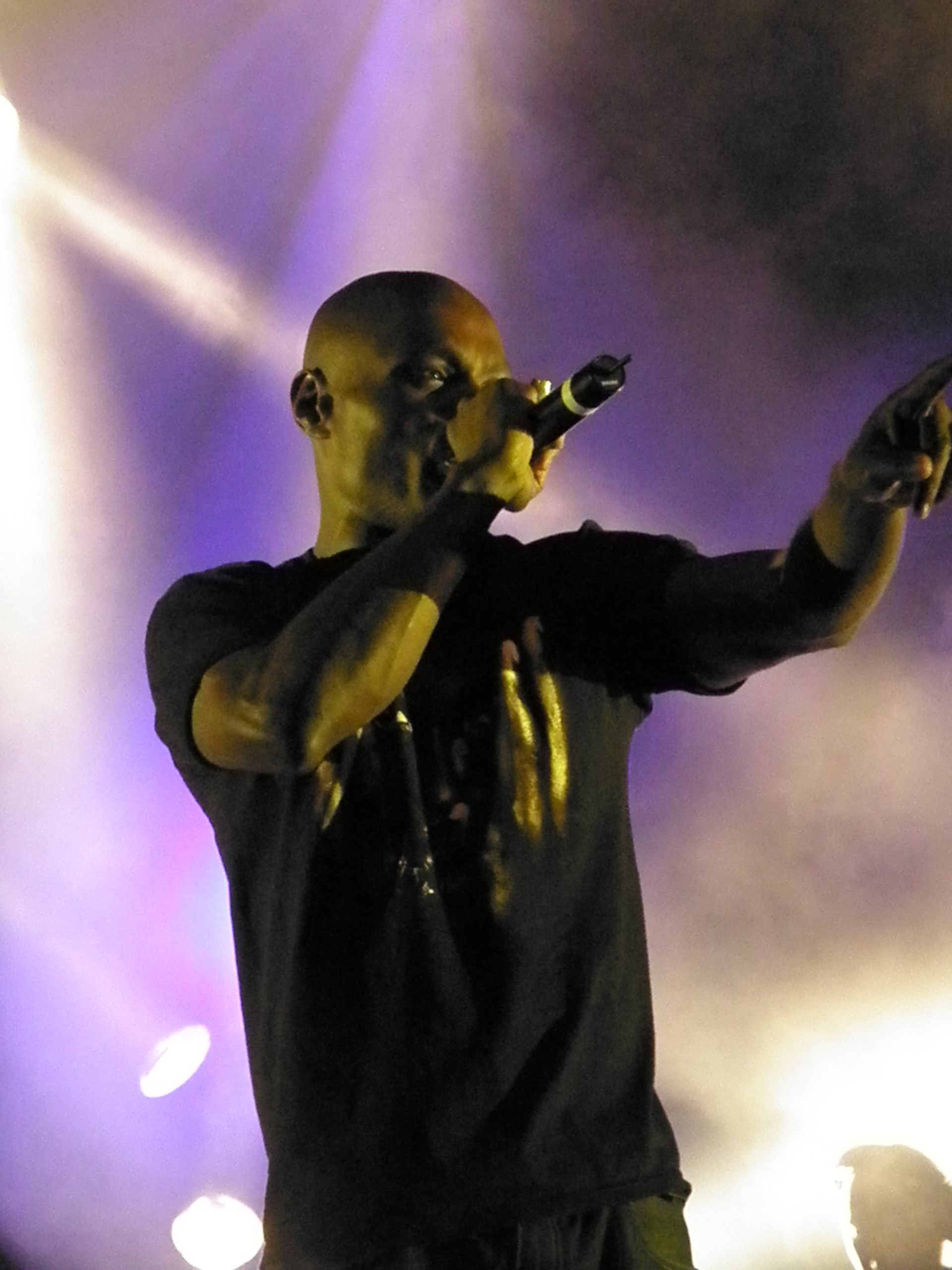
Kery James

### Rap polític (o rap conscient)

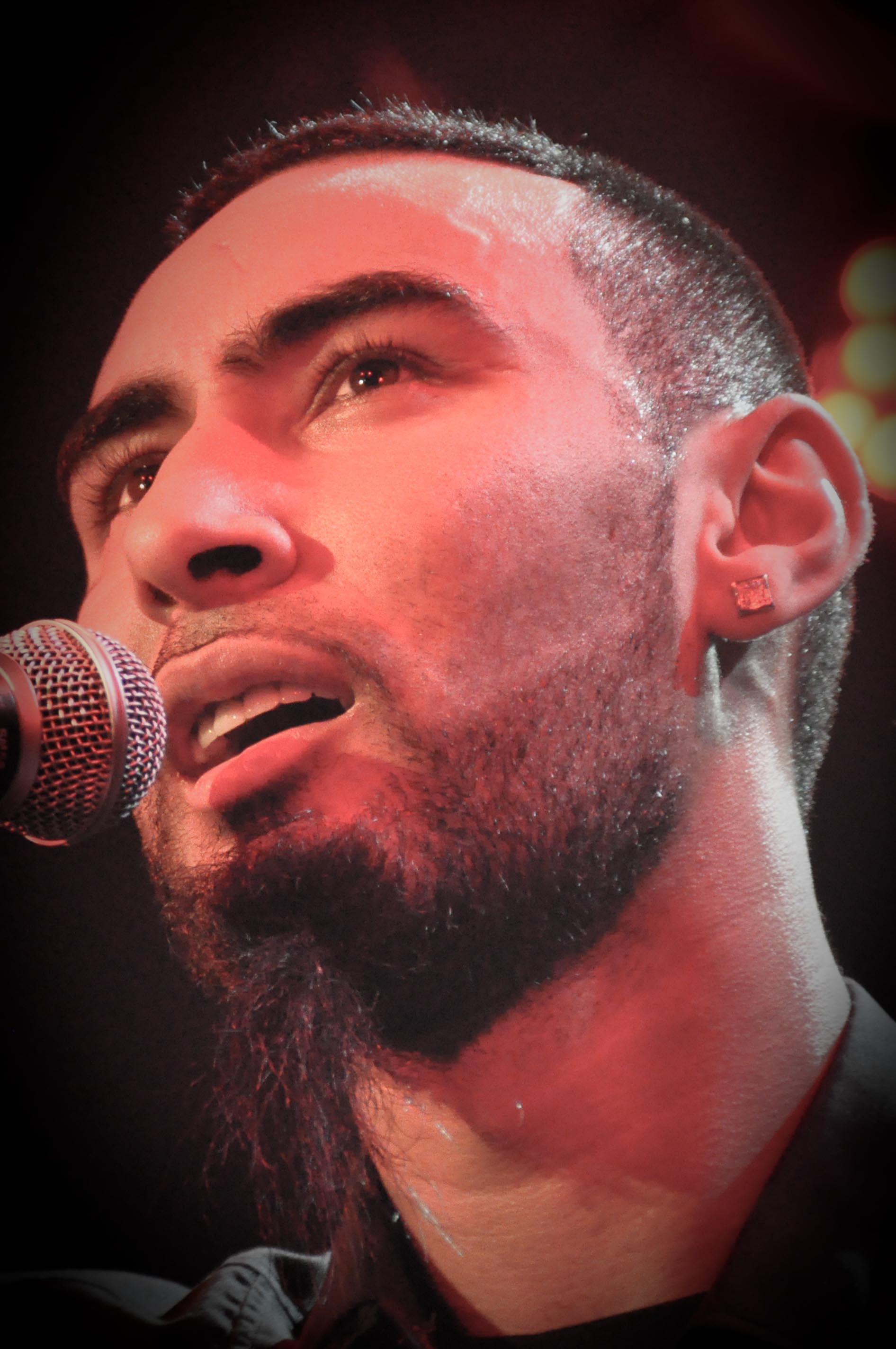
La Fouine

Crònica de la vida social i portador de missatges, aquest estil tendeix a denunciar el que els seus intèrprets perceben com a injustícies, mentre consciencien el seu públic. Aquests artistes es consideren a ells mateixos portaveus dels grups socioculturals dels quals procedeixen, i s'adrecen a tothom. Aborden temes molt diversos, com l'ecologia, l'opressió, la injustícia, el racisme, la immigració, l'extrema dreta o els problemes d'identitat, acostant-se així als quatre conceptes clau del moviment hip-hop: pau, amor, unitat i diversió. Alguns MCs i bandes que pertanyen a aquest estil són Assassin, Rockin' Squat, Médine, Kery James, Youssoupha, Keny Arkana, Brav, Tiers Monde, Sniper, Fabe i Lucio Bukowski.
No s'ha de subestimar la importància que han tingut alguns rapers en l'evolució de la societat francesa respecte a temes sensibles, o fins i tot tabú, fins a la dècada de 1990, com l'esclavatge o el passat colonial de França.
Durant els disturbis a les banlieues de l'any 2005, Axiom va escriure (després de Boris Vian i Renaud) «Ma lettre au Président» (La meva carta al President), acompanyada d'un sample de La Marsellesa. En ella, responsabilitzava dels fets Nicolas Sarkozy -llavors Ministre de l'Interior- i la classe dominant en general, i feia una crida a convocar la sisena República. Les reaccions no es van fer esperar: en tres setmanes va rebre cartes de tot el món i, finalment, una resposta del president, Jacques Chirac. Axiom és considerat com un portaveu dels barris populars, atribut que ell nega.
Uns anys abans, el 2001, els parisencs Sniper també es van veure involucrats en problemes legals després de la publicació del seu primer àlbum d'estudi, Du Rire aux Larmes (Del somriure a les llàgrimes). La cançó «La France» (França), inclosa en el disc, feia una crida a "cargolar França" i "exterminar" els ministres del Govern. Això va enfurismar Sarkozy, que va amenaçar amb empendre accions legals contra el grup. Sniper van respondre al ministre, amenaçant de demandar-lo per haver-los acusat de racistes i antisemites. La cançó qualifica la nació francesa de "gossa" i afirma que l'única via de fer-se sentir que tenen els joves descontents i amb "odi corrent per les seves artèries" és sortir al carrer i "començar a cremar cotxes".
Una altra peça polèmica de la banda és «Jeteur de Pierres» (Llançador de pedres), inclosa en el seu segon disc Gravé dans la roche (Gravat a la roca) de 2003. La cançó critica el tracte que rep el poble palestí per part d'Israel i suggereix que una "carnisseria" és una resposta lògica a la destrucció d'habitatges. Sarkozy va qualificar la cançó d'"escandalosa" i va tornar a acusar la banda d'antisemitisme i racisme. El grup es va defensar dient que "Nosaltres no som antisemites. Estem al costat dels israelians que defensen la pau... T'equivoques si creus que som racistes".
Els rapers conscients són una espècie de "periodistes de la banlieue", ja que argumenten que els mitjans de comunicació ofereixen una visió molt parcial d'aquests barris. IAM denuncia això en la seva cançó «Petit Frère» (Germà petit).
El rap conscient intenta restaurar una veritat allunyada dels estereotips dels suburbis, tractant de restablir punts de referència universals per als joves en general i per als dels barris marginals en particular.
En els últims anys, l'aparició de nous artistes, com Keny Arkana o Médine, ha revifat aquest tipus de rap, que havia perdut avantatge respecte d'altres estils, com l'egotrip.

### Rapegotrip
El terme egotrip prové de la revista especialitzada en hip-hop creada el 1994 amb el mateix nom. Amb aquest títol es va batejar un nou estil de rap. En aquests tipus de textos, el raper busca autoproclamar-se únic prodigi del rap i líder indiscutible del gènere de la manera més extravagant possible. En aquest estil de rap és on apareixen els "xocs" entre els rapers. Alguns d'aquests xocs han sobrepassat el límit estrictament artístic i han degenerat en violència verbal, i fins i tot física, entre alguns rapers. El xoc mantingut entre Booba, Rohff i La Fouine, s'ha convertit en el més violent i mediàtic de la història del rap francès.
Els seguidors d'aquest estil són nombrosos, ja que els permet escriure rimes lliurement sense haver de preocupar-se de tenir una estructura temàtica en el discurs.
L'Egotrip es basa en l'acumulació de punchlines (frases farcides de xocs), on l'objectiu és convèncer i guanyar-se el suport de l'oient.
Alguns dels rapers francesos més coneguts dins d'aquest estil són La Fouine, Rohff, Booba, Seth Gueko o 113.
Cal assenyalar que molts rapers utilitzen l'egotrip en algun moment o altre de la seva carrera per autoafirmar-se en una disciplina (la del hip-hop) on la competència "viril" segueix sent un fenomen habitual.

### Raphardcore
El rap hardcore neix i es desenvolupa als anys 80 a la costa est nord-americana, sobretot a Filadèlfia. Els primers artistes del gènere van ser Schoolly D i rapers procedents de Nova York, com Public Enemy o Boogie Down Production. Aquestes bandes són les primeres a parlar de la pobresa, l'alcoholisme, la droga, la violència al carrer o els crims en els seus textos, dotant-los de contingut social i reivindicatiu.
Amb textos més crus -que evoquen les vivències dels artistes o el rebuig als valors establerts-, el rap hardcore té poca presència en les grans companyies discogràfiques i es desenvolupa, sobretot, en estudis independents, aconseguint així mantenir-se al marge del negoci discogràfic. Es caracteritza pel seu to crític i reivindicatiu, i pel seu rebuig al sistema social i econòmic -utilitzant sovint un llenguatge violent i explícit-, així com per ser particularment agressiu amb la policia i amb certes institucions.
Si bé majoritàriament es considera que, en els seus orígens, a França aquest estil estava representat per bandes com Ministère AMER o Tout Simplement Noir, amb els anys el rap hardcore ha evolucionat notablement amb grups com NTM, Ärsenik, Ideal J, LIM, Alawi o Mafia Trece. De fet, són NTM qui va fer créixer aquest estil de rap a França al llarg de les dècades dels 80 i 90. És per això que molts consideren que Joey Starr i Kool Shen, els dos components d'NTM, van ser els primers Mc's de rap hardcore en aquell país.
La majoria d'aquestes bandes critica el sistema, la policia o la justícia, i afirma que la societat és hostil i perjudicial, fet que pot explicar la difícil promoció dels seus àlbums. De fet, els segells discogràfics que accepten signar contractes amb elles són petits, majoritàriament independents i menys importants que els grans. A frança, alguns d'aquests segells són Neochrome, Karismatik i Because.

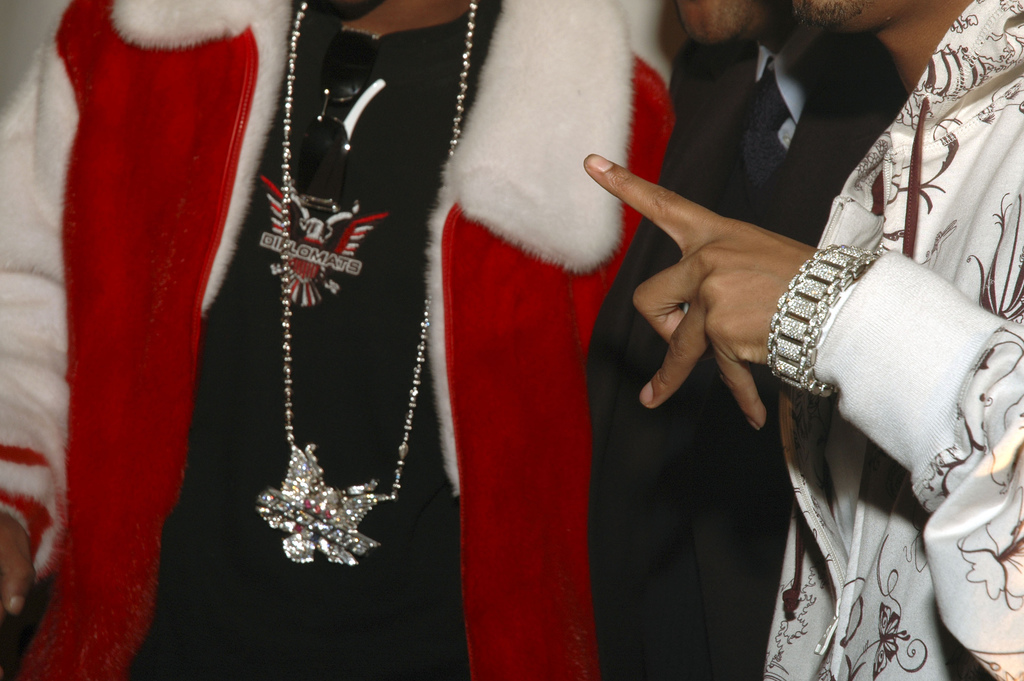
Estètica Bling-Bling

### Rapgangsta(o Bling-Bling)
"Bling-Bling" és el soroll que emeten les cadenes i joies que duen els seguidors del rap gangsta, un estil que fa apologia, de manera més o menys explícita, de valors com l'individualisme, el consum excessiu, el masclisme (incloent el sexisme i l'homofòbia), els diners o el tràfic il·legal. No s'han de confondre altres variants del rap, com el Dirty o el Crunk amb el Bling-Bling, ja que aquelles no han de contenir necessàriament temàtiques d'aquest tipus en els seus textos.
Musicalment, el rap gangsta pren com a referència el rap procedent de la Costa Oest dels Estats Units i del sud o Dirty South. Actualment, a França, els rapers més cèlebres dins aquest tipus de rap són Booba i Kaaris.

### Rap comercial
En els últims anys, nombrosos corrents musicals, com el Pop o l'Electrònica, han incorporat característiques rítmiques i temàtiques pròpies del hip-hop. Artistes d'universos musicals i estils ben diversos afegeixen a la seva música aspectes del rap, per enriquir-la, i crear nous sons.
De la mateixa manera, molts artistes de hip-hop han afegit sons procedents d'altres estils musicals amb la intenció de renovar el gènere i obrir-se a un públic més ampli, buscant sons menys agressius. Un bon exemple n'és el raper Maître Gims.
No obstant això, l'etiqueta "comercial" té una connotació negativa, i gairebé cap artista afirma formar-ne part. De fet, el concepte "rap comercial" és una definició que utilitzen els artistes independents i els seus seguidors per criticar el que consideren una corrupció de l'esperit original del rap, que respon únicament a objectius mercantils i econòmics. Acusen a aquest estil de caricaturitzar certs tipus d'argot; d'explotar comercialment els estereotips dels suburbis i de reduir la qualitat de les composicions, creant formats més aviat curts de cançó (de no més de tres minuts i mig, aproximadament) per poder fer-les sonar a les ràdios comercials.

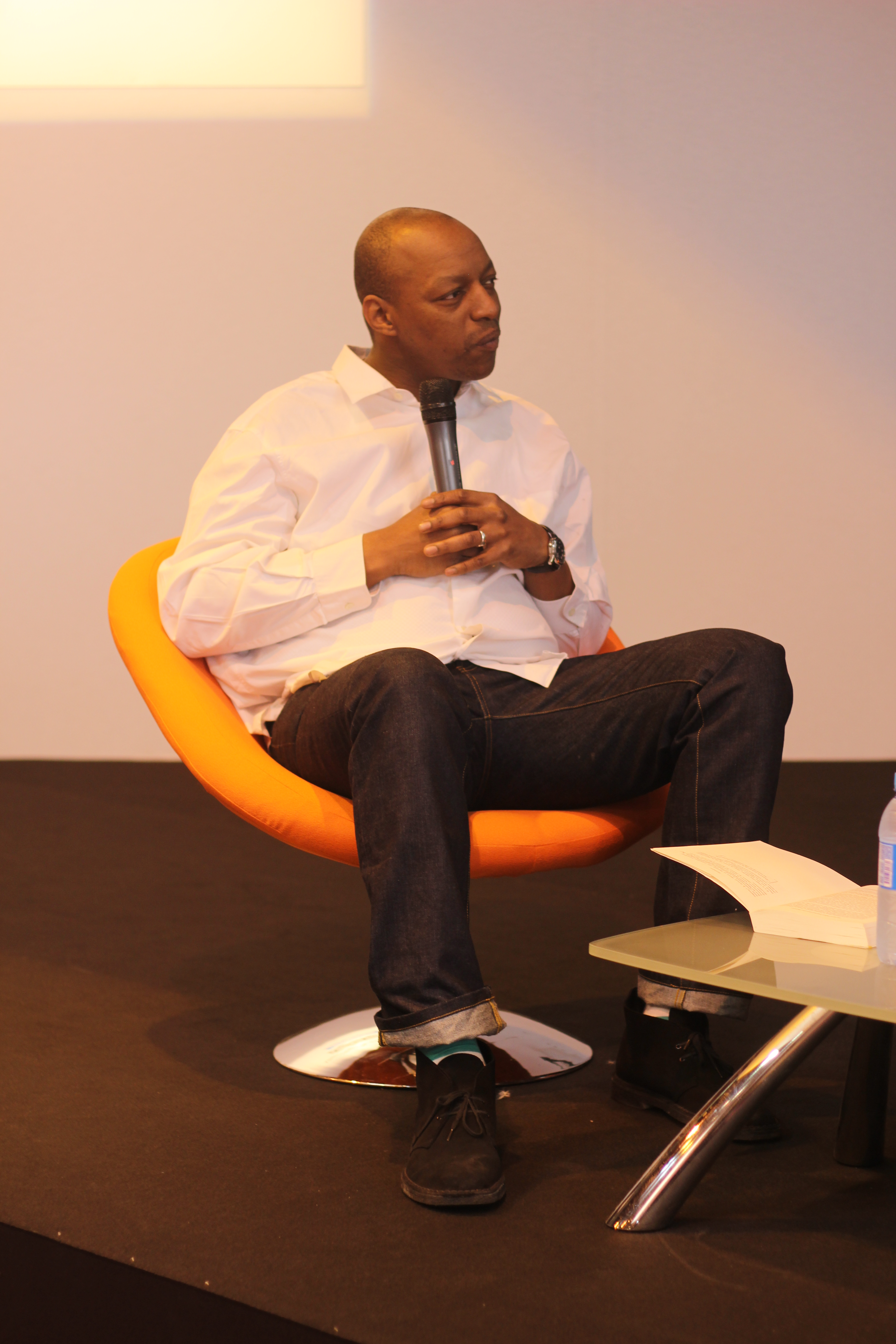
Oxmo Puccino, màxim exponent del rap poètic francès

### Rap poètic o Rap Jazz
L'ús del sample es popularitza durant la dècada de 1990, i els grups de rap no dubten en utilitzar-lo per millorar la seva pròpia música. Així, redescobreixen vells clàssics del Soul, el Jazz o el Funk. Mc Solaar va ser el precursor d'aquest gènere a França i va tenir un gran èxit durant aquesta dècada.
Al mateix temps, cada vegada es dona més importància a la qualitat dels textos, i molts rapers aspiren a poder competir amb la creativitat de bandes nord-americanes de rap jazz com GangStarr, De La Soul o A Tribe Called Quest.
Jimmy Jay, discjòquei de Mc Solaar, donà a conèixer nombroses bandes d'aquest estil a través d'un recopilatori anomenat Les Cool Sessions. Aquest disc revelà una gran quantitat de talents del gènere, entre els quals hi havia Ménélik, Mc Janik, SLEO, Démocrates, Les Sàges Poetes de la Rue i Lucien.
Grans clàssics del hip-hop francès com NTM i IAM han creat cançons que es podrien incloure dins aquest estil de rap, però, de la mateixa manera que Common i Mos Def als Estats Units, a França aquest estil està encapçalat principalment per Rocé, Hocus Pocus, Oxmo Puccino i Soul Square.
El decenni del rap poètic (1990-2000) és considerat per a molts com l'edat d'or del rap francès, ja que va representar l'aliança entre la ploma i el ritme.

### Rap independent
El rap independent és el rap desconegut per al gran públic. No és un estil diferenciat de la resta musicalment parlant, sinó per la forma en com es crea i es desenvolupa. Sempre ha existit, però es podria dir que l'arbre del rap comercial amaga el bosc del rap independent. Els artistes independents reivindiquen la seva figura de rapers auto-productors: tot el procés, des de l'inici fins a la fi, està finançat pel mateix artista i la comercialització del seu producte es realitza generalment als mercats del carrer, sobretot al nord de París.
El rap independent està representat per centenars de rapers de diferents estils que reivindiquen l'auto-producció dels seus treballs i la seva independència respecte del negoci discogràfic i les ràdios. Es pot dir que el rap independent és l'antítesi del rap comercial.

### Rap alternatiu
A finals de la dècada dels 90, paral·lelament a l'aparició del format "rap i r'n'b" de l'emissora Skyrock, molts artistes fan una aposta per l'originalitat, amb nous sons, barrejant diferents estils de música i inventant nous conceptes i noves formes de rapejar. Alguns dels precursors d'aquesta fusió són Too Leust, Les X Men, Busta Flex, Zoxea, OFX o el col·lectiu Saïan Supa Crew. Degut a l'ampli conglomerat d'estils musicals que utilitzen per a crear les seves composicions (Soul, Funk, Bossa nova, Zouk, Reggae, Ragga, Jazz, Rock, etc.), alguns d'aquests artistes es neguen a acceptar que se'ls etiqueti com a músics de rap. Algunes bandes, com La Caution, empren sons derivats de la música electrònica, tot i que conserven un marcat esperit rap.
El rap alternatiu es pot definir com un tipus de rap obert a la resta d'estils musicals, arribant a un públic més ampli al marge de les emissores comercials, preferint identificar-se amb l'esperit underground de l'escena musical francesa.
Alguns dels artistes que millor representen aquest estil són JABS, Dirty Clap, Rocé, La Caution, Gravité Zéro i Scred Connexion.

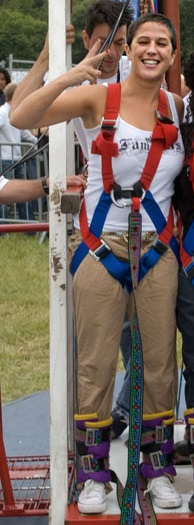
La rapera Diam's

### Rap femení
Les intèrprets femenines han tingut sempre un paper minoritari dins el rap, degut al tarannà masclista que sempre se li ha atribuït. El seu rol s'ha limitat majoritàriament a la fusió d'aquest estil amb la música Pop o a aportar un caràcter melòdic a les cançons dels rapers a través de cors en les tornades.
Les primeres dones que van tenir èxit dins el rap francès van ser B-Side, a mitjans dels anys 80, i Melaaz uns anys més tard, però mai van gaudir de ple reconeixement dins la comunitat hip-hop, a diferència de la Mc Saliha, que va aparèixer en el primer recopilatori de rap francès, Rap'attitude.
A mitjans dels anys 90, en plena etapa daurada del rap a França, apareixen més raperes com B-Love, Sté Strausz i Princess Aniès.
Una etapa important va ser, sens dubte, l'èxit de la rapera de Marsella Diam's, artista que va saber adaptar-se a les restriccions comercials per arribar a una audiència amplíssima i que va arribar a vendre 1.000.000 d'exemplars del seu àlbum Dans Ma Bulle, del 2006, aconseguint el disc de platí l'any següent.
Algunes de les artistes femenines que han conegut una certa notorietat dins el rap francès són: Diam's, Keny Arkana, Black Barby i Casey. També hi ha hagut bandes formades per raperes, com Enigmatik, Meufia i E K Tomb.
En el plànol temàtic, les raperes no es diferencien excessivament dels seus homòlegs masculins, però la seva aparició permet el sorgiment de nous temes com la violació, l'homosexualitat, el paper de les dones en els suburbis o la violència domèstica.

### Trap i Cloud
El Trap és una subcategoria del rap que neix al sud dels Estats Units a finals dels anys 90. Però no és fins a principis de la dècada del 2010 que els discjòqueis de hip-hop comencen a introduir els sons lents i agressius del Trap en les seves produccions. A partir de llavors, aquesta variant no ha parat de guanyar popularitat entre la comunitat hip-hop d'arreu del món. A França, són nombrosos els artistes consagrats que, o bé han decidit lliurar definitivament les seves produccions a aquest so (com Booba o La Fouine), o bé han decidit incorporar-lo en moltes de les seves cançons (com Kery James o Médine).
El Cloud rap també és una subcategoria del rap que s'ha fet molt popular a partir de mitjan dècada del 2010. Aquest estil es caracteritza per unes melodies lentes i suaus i unes composicions textuals que, tot i que rimades, solen expressar-se cantant, i no pas rapejant. A més a més, la temàtica de les lletres sol ser de caràcter absurd o metafòric. Actualment, els dos principals representants d'aquest corrent a França són PNL i SCH.

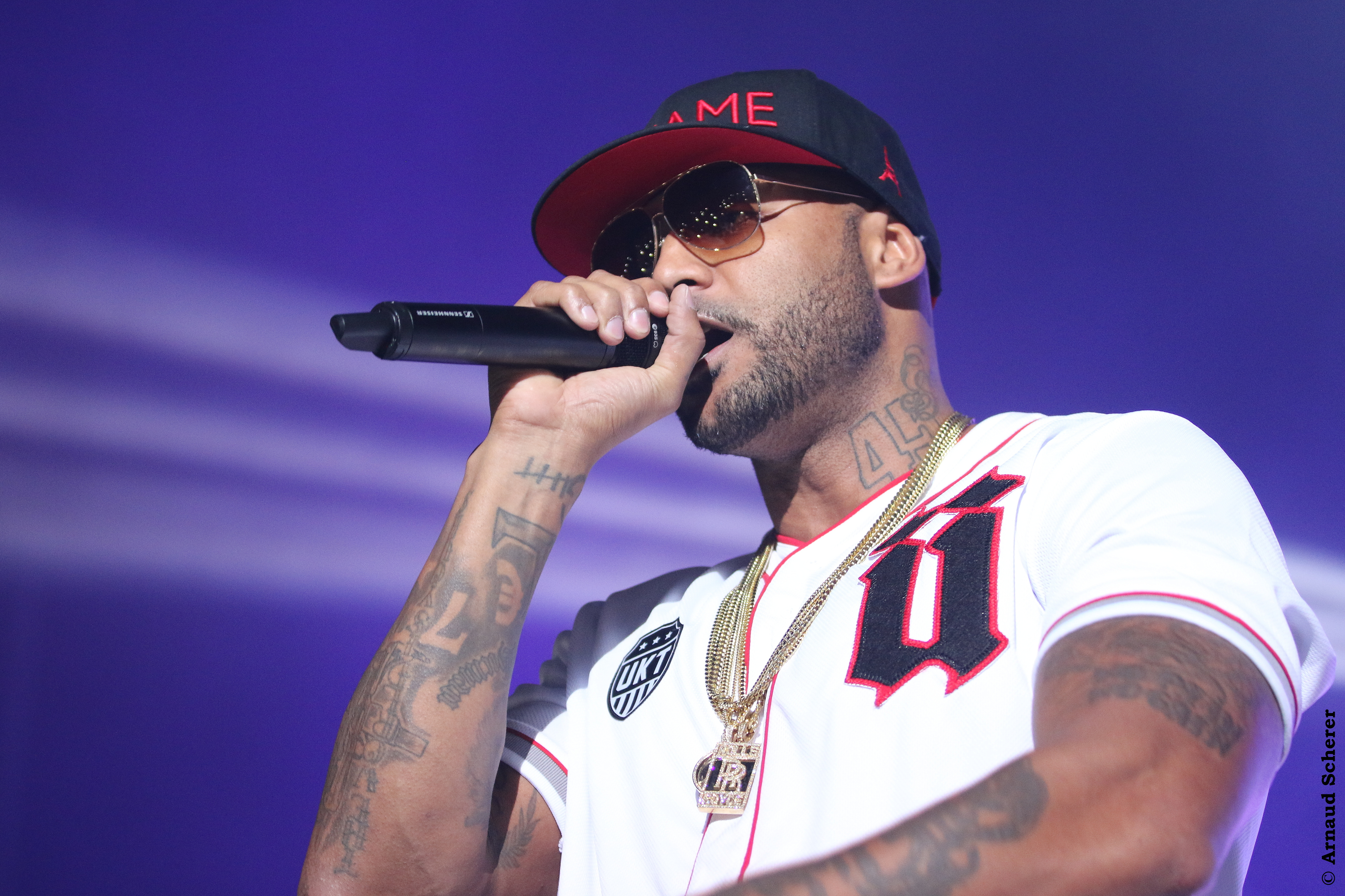
El raper parisenc Booba

## Llista dels principals artistes
Llista dels principals artistes de hip-hop a França, des dels seus inicis fins a l'actualitat:
| - 113 - 1995 - Abd Al Malik - Aketo - Akhenaton - Alonzo - Alpha Wann - Ärsenik - Assassin - Bigflo & Oli - Booba - Brav - Busta Flex - Canardo - Casseurs Flowters - Demi-Portion - Dee Nasty - Diam's - Disiz - Doc Gynéco - Dry - Empathik - Fababy - Fabe - Fonky Family - Freeman - Green Money - Gringe - Gradur | - Grödash - Hocus Pocus - IAM - Ideal J - Jazzy Bazz - JoeyStarr - Jul - Kaaris - Kamelancien - Keny Arkana - Kery James - Kool Shen - La Fouine - Lacrim - Les Sàges poetes de la rue - LIM - Lino - Lunatic - Mac Tyer - Mafia K'1 Fry - Maître Gims - MC Solaar - Médine - Ministère AMER's - Mister You - Nekfeu - Nemir - Nessbeal - Nysay | - Ol Kainry - Orelsan - Oxmo Puccino - PNL - Psy4 de la rime - Rocca - Rocé - Rohff - Saïan Supa Crew - Salif - SCH - Sefyu - Seth Gueko - Sexion d'Assaut - Shurik'n - Sinik - Sniper - Soprano - Soul Square - S.Pri Noir - Still Fresh - Sultan - Suprême NTM - Tunisiano - Walid - Youssoupha - Zoxea |